# Andrej Jordan
Andrej Jordan (italijansko Andrea Jordan), italijanski rimskokatoliški nadškof, * 29. november 1845, Gorica, † 4. oktober 1905.

## Življenjepis
Jordan se je rodil 29. novembra 1845 v Gorici, kjer je končal vsa študijska leta, vključno s študijem na državni gimnaziji in osrednjem semenišču, ter je bil 6. junija 1868 posvečen v duhovnika. Njegov oče nemškega rodu je bil profesor na goriški gimnaziji. Med letoma 1868 in 1877 je bil katehet v mestnih šolah, med letoma 1877 in 1886 pa tajnik nadškofijske kurije. Maja 1883 je bil po smrti nadškofa Andreja Gollmayerja imenovan za začasnega duhovnega vodjo osrednjega semenišča, kjer je v letih 1884–1885 kot suplent poučeval tudi cerkveno zgodovino in pastoralno teologijo. Leta 1886 je po odstopu Eugenia Valussija, ki je bil imenovan za trentskega škofa, slednjega nasledil kot kapiteljski prošt in bil na nadomestnih volitvah v furlanskih občinah namesto njega izvoljen tudi za poslanca v dunajski parlament. Na seji Katoliškega krožka v Gorici 27. januarja 1891, ki je bila sklicana zaradi imenovanja katoliškega kandidata v furlanskih predgorskih občinah, je Jordan vztrajal, da je na Dunaju vedno zagovarjal "katoliške interese". Glede materialnih interesov svojih volivcev je priznal, da vsa njegova dobra volja "žal ni bila okronana z želenim rezultatom". Leta 1891 je bil ponovno izvoljen za poslanca in to funkcijo opravljal do leta 1897. Julija 1897 je bil po smrti nadškofa Alojzija Matije Zorna imenovan za kapiteljskega vikarja do prihoda nadškofa Jakoba Missie maja 1898. Po Missievi smrti 24. marca 1902 je bil ponovno izbran za stolnega vikarja nadškofije. Cesar Franc Jožef I. ga je 17. maja 1902 imenoval za goriškega nadškofa, saj je bilo dejstvo, da je škofijo v zadnjih dveh vakancah upravljal dvakrat, za vlado na Dunaju najboljše zagotovilo kontinuitete tudi za stabilnost škofije. Cesarsko imenovanje je 9. junija 1902 potrdil papež Leon XIII. in 20. julija naslednjega leta ga je msgr. Giovanni Battista Flapp v goriški stolnici posvetil v škofa. Med svojim kratkim škofovanjem je 1. oktobra 1902 Luigiju Faiduttiju naložil službo kapiteljskega prošta. Zaradi slabega zdravja se ni mogel spoprijeti s težavami upravljanja škofije in je po dolgi bolezni 4. oktobra 1905 umrl v Gorici, star komaj 60 let.